# Tomoplagia argentiniensis
Tomoplagia argentiniensis är en tvåvingeart som beskrevs av Aczel 1955. Tomoplagia argentiniensis ingår i släktet Tomoplagia och familjen borrflugor. Inga underarter finns listade i Catalogue of Life.